# Croton smithianus
Espèce
Croton smithianus est une espèce de plantes à fleurs du genre Croton et de la famille des Euphorbiaceae, présente en Amérique centrale, en Équateur et en Colombie.